# Eddie Salcedo
Eddie Anthony Salcedo Mora (Genua, 1 oktober 2001) is een Italiaans voetballer van Colombiaanse afkomst die bij voorkeur als aanvaller speelt. Hij wordt door Inter Milan verhuurd aan Hellas Verona.

## Clubcarrière
Salcedo debuteerde op vijftienjarige leeftijd in de Serie A op 20 augustus 2017 voor Genoa in de wedstrijd tegen US Sassuolo. In juli 2018 werd hij voor een seizoen verhuurd aan Inter Milan. In juli 2019 nam Inter Salcedo definitief over voor de prijs van acht miljoen euro. Hij werd meteen verhuurd aan promovendus Hellas Verona. Op 3 november 2019 maakte Salcedo zijn eerste competitietreffer tegen Brescia.